# Lindsay Price
Lindsay Jaylyn Price (Arcadia (Californië), 6 december 1976) is een Amerikaans actrice en voormalig jeugdster.
Price werd geboren als de dochter van ouders die juridisch broer en zus van elkaar waren. Haar moeder was geadopteerd door de ouders van haar vader. Als kind was ze al in verschillende televisiereclames te zien. Ook speelde ze aan het einde van de jaren 80 een gastrol in televisieseries als Airwolf, My Two Dads en The Wonder Years.
In de jaren 90 speelde Price voornamelijk in soapseries, waaronder All My Children, Days of Our Lives en The Bold and the Beautiful. Ze wordt wellicht het best herinnerd voor haar rol van Janet Sosna in Beverly Hills, 90210, die ze van 1998 tot en met 2000 speelde. Daarnaast speelde ze tegenover onder anderen Brooke Shields in de serie Lipstick Jungle.
Price was van 2004 tot en met 2007 getrouwd met Shawn Piller. Hierna kreeg ze een relatie met acteur Robert Buckley.

## Filmografie
- Biblioteca Nacional de España: XX4834895
- Bibliothèque nationale de France: cb16215812z (data)
- Gemeinsame Normdatei: 140077111
- International Standard Name Identifier: 0000 0000 8404 7957
- Library of Congress Control Number: no2014001583
- Virtual International Authority File: 103385246
- WorldCat: E39PBJtCDjBBCWwyKg84FGBByd